# Аль-Амри, Хасан
Хасан аль-Амри (араб. حسن العمري‎; род. 1916, Сана, османский Йемен — 1989, Египет) — государственный и военный деятель Йеменской Арабской Республики, неоднократно занимавший пост главы правительства страны, Генерал (1965).

## Биография
Начальное образование получил в Йемене. В 1939 году окончил Багдадский военный колледж с присвоением офицерского звания.
До Сентябрьской революции 1962 года — инспектор радиосвязи королевского министерства коммуникаций. После революции до апреля 1963 года — министр коммуникаций. В апреле — июне 1963 года — член Президентского совета и председатель Комитета по экономическим и финансовым вопросам. В феврале 1964 — январе 1965 года — председатель Исполнительного совета ЙАР. В январе — апреле 1965 года — военный генерал-губернатор и премьер-министр. Сыграл важную роль в защите Саны во время ее осады (1967/68) после вывода египетских войск, проведя всеобщую мобилизацию и организовав подготовку Республиканской народной милиции.
В декабре 1967 — июле 1969 года — премьер-министр и главнокомандующий вооруженными силами ЙАР. В ноябре 1967 — июле 1969 года и в 1971 году — член Республиканского совета ЙАР.
Его политическая карьера закончилась неожиданно после того как он лично участвовал а убийстве оппозиционно настроенного журналиста. С другой стороны, его политическое влияние стало угрожать позициям президента Арьяни. В сентябре 1971 года он был вынужден уйти в отставку и скрыться от преследований в Ираке. Затем перебрался в Египет, где прожил до своей смерти.